# 拉布西
拉布西（法語：L'Absie，法語發音：[lapsi]）是法国德塞夫勒省的一个市镇，位于该省西部，属于布雷叙尔区。

## 地理
拉布西（46°37'56"N, 0°34'37"W）面积13.02 平方千米，位于法国新阿基坦大区德塞夫勒省，该省份为法国西部内陆省份，北起曼恩-卢瓦尔省，西接旺代省，南至夏朗德省和滨海夏朗德省，东临维埃纳省。
与拉布西接壤的市镇（或旧市镇、城区）包括：拉尔雅斯、圣保罗昂加蒂讷、韦尔努昂加蒂讷、塞夫尔河畔蒙库唐。
拉布西的时区为UTC+01:00、UTC+02:00（夏令时）。

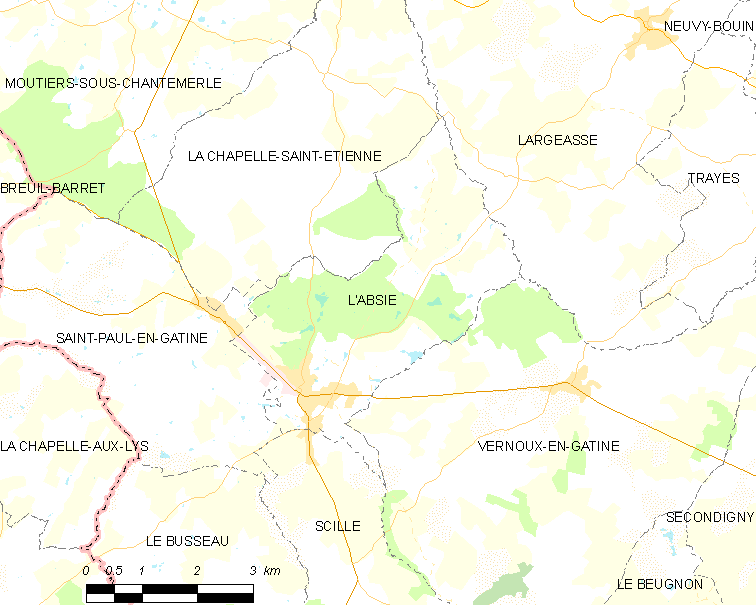
拉布西的OSM定位图

## 行政
拉布西的邮政编码为79240，INSEE市镇编码为79001。

## 政治
拉布西所属的省级选区为瑟里宰县。

## 人口

1962-2008年间拉布西人口变化图示

拉布西于2022年1月1日时的人口数量为1078人。